# Kuhistán

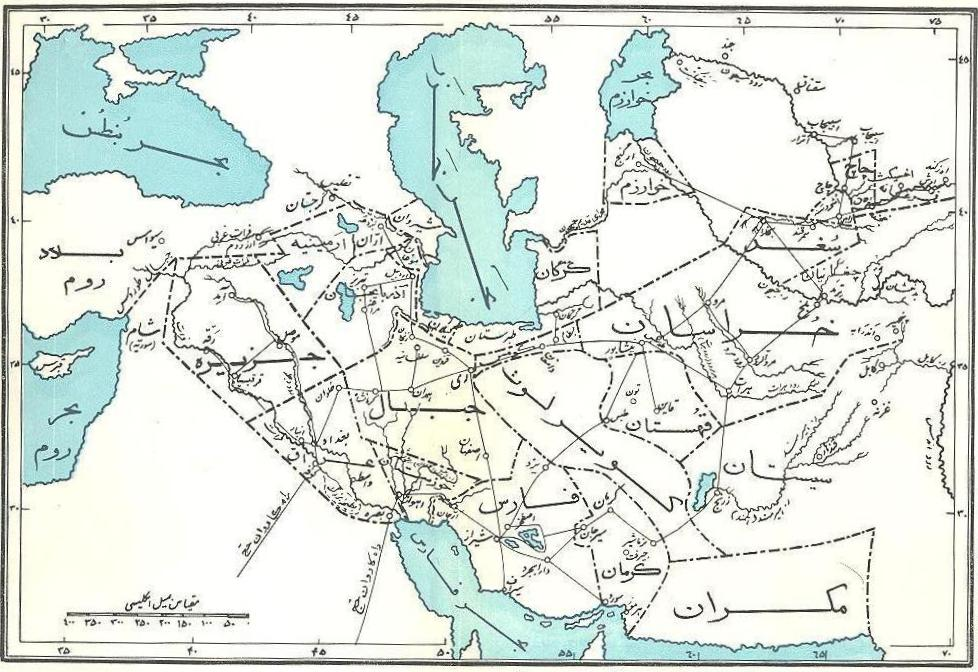
Mapa de localización de Kuhistán.

Kuhistán es una región de Jorasán en el sur de Nishapur hasta Sistán, rodeada por todas partes por el gran desierto salado de la meseta central iraní, con varios grupos de oasis dispersos. Tradicionalmente formaban su periferia Nisahpur al norte, Herat al este, el Sistan al sur, y el Kirman y Yadz al oeste; en todas estas regiones estuvo siempre unida la región por caravanas pero era solo un lugar de paso, aislado y con baja productividad de la tierra. Generalmente los señores locales ejercían la autoridad. Siempre dependió de Nishapur o de Herat y por lo tanto nunca fue considerada una denominación geográfica diferenciada. Se podía distribuir en los siguientes distritos de norte a sur:
- Turshiz y Turbart-i Haydari (moderna Turbat-y Shaykh Ishak).
- Djam, al este del anterior.
- Djunabad.
- Khwaf, al este del anterior, con la villa de Zawzan.
- Tun, con la comarca de Tabas al oeste que a la edad mediana era considerada fuera del Kuhistán.
- Kain.
- Birdjan.

Al inicio de la conquista árabe esta región estaba bajo dominio de los hefalitas. El primero que según la tradición llegó fue Abd Allah ibn Budayl al-Khuzai, que marchó hacia el Kirman y conquistó al-Tabasayn (Tabas, que junto a Kurin fue conocida como "las Dos Puertas del Jorasan", y firmó un tratado con los habitantes. En 653 cuando Ibn al-Amir inició la conquista del Jorasán, la vanguardia mandada por al-Ahnaf ibn Kays cruzó el Kuhistán y derrotó a los heftalitas. En los años siguientes fue teatro de una revuelta nacional bajo una líder llamado Karin, sublevación reprimida por Ibn Khazim. En 671 la región tuvo que ser conquistada otra vez por Rabi ibn Ziyad que luchó contra los heftalitas; después de este tiempo el Kuhistán fue agregado al Jorasán y forma parte del distrito llamado Abarshar que tenía por capital Nisahpur.
En el siglo IX aparece bajo autoridad de los tahiridas del Khorasán y más tarde de los saffáridas. En el siglo X la capital y centro comercial era Kain. En 1052 pasó por la región Nasir-i Khusraw que describe varias poblaciones que dice que eran bastante grandes y prósperas. Bajo los selyúcidas aconteció refugio por los ismailitas que construyeron algunos castillos a imitación del de Alamut, de los cuales quedan varias ruinas. Los corasmis (khwarizms) hicieron algunas expediciones contra estos ismailitas. 
En 1221 los mongoles dominaron la región y exterminaron a los ismaïlitas; el país se arruinó por la destrucción de los mongoles. Parece que en adelante el poder de hecho pasó a las cabezas de tribu la mayor partes sino todos árabes. Los safávidas  pusieron imponer cierta autoridad al final del siglo XVI y XVII pero después de la muerte de Nadir Shah fueron el emir de Tabas y el emir de Kain los que ejercieron el poder y el territorio se orientaba hacia Afganistán hasta que en mitad del siglo XIX lo sometieron los kayars y los emires conservaron el poder como gobernadores y recibieron pomposos títulos de la corte. Sobre 1900 los emires de Kain (que pretenden ser descendentes de la tribu árabe de los Khuzayma y parientes de una familia que gobernaba Sistan) se trasladaron a Biryan; en este momento el emir de Tabas dominaba el distrito de Djubnabad (capital Djunayn). En 1900 Kain tenía 4000 habitantes.
El tipo de población sedentaria parece ser antigua con un dialecto persa (dos variedades dialectales: la de Turshiz y Djunabad y la de Kain, Tun y Birdjan) con pocas particularidades. Se encuentran descendientes de los ismaïlitas que todavía reconocen a Agha Khan, algunos bahais, y bastantes afganos suníes; los nómadas son árabes suníes; algunos turcmans viven en el norte y algunos baluchis en el sur (que en verano pacen en Sistan). 
En 2004 se creó la provincia de Jorasán del Sur, con capital an Biryand, que a grandes rasgos abraza el Kuhistán.